# MSC ワールド・エウローパ
MSC ワールド・エウローパ（MSC World Europa）は、MSCクルーズが運航しているクルーズ客船。「MSC ワールド・ヨーロッパ」とも表記される。

## 概要
MSC ワールド・エウローパ級の1番船として、フランスのアトランティーク造船所で建造され、2022年10月24日に引き渡された。
船価は12億ドル。
本船は20万総トンを超えたMSCクルーズの最大船で、かつ同社初のLNG燃料船である。
また、LNGを燃料とする固体酸化物形燃料電池（SOFC）をクルーズ客船として世界で初めて搭載した。
各デッキにはパリ、ベルリン、アテネ等ヨーロッパ各国の首都名が付けられており、
船内には「ワールド・ガレリア」と称する2,214平方メートルの屋内プロムナードを備えている。
このLEDスクリーンの天井を持つアーケード区画はMSC メラヴィリア級から導入されたもので、本船では規模を拡大して3階建てとなっている。
船体後部104mは屋外プロムナード「ワールド・プロムナード」で、上構を左右に分割、後方を開放し中央をオープンにした「Yシェイプ」と称するY字型デザインを採用した。
11月13日にカタールのドーハで行われた命名式にて、カタール財団CEO兼副会長のシェイカ・ヒンド・ビン・ハマド・アル・サーニーによって命名され、
同地でサッカーW杯のホテルシップとして運用。
12月20日よりドバイへのクルーズで営業航海デビューした。
また、同型の2～4番船が発注済みで、2025～2027年に竣工の予定。

## 同型船
- 2番船「MSC ワールド・アメリカ（MSC World America）」

2025年竣工予定。
- 3番船「MSC ワールド・アジア（MSC World Asia）」

2026年竣工予定。
- 4番船「MSC ワールド・アトランティック（MSC World Atrantic）」[5]

2027年竣工予定。